# Anders Krook
Olof Anders Gottfried Krook, född 22 april 1854 i Uddevalla, död 19 juni 1930 i Göteborg, var en svensk affärsman och organisatör.
Anders Krook var son till handlaren Anders Gottfrid Krook. Efter skolgång vid Göteborgs latinläroverk var han 1872–1882 bokhållare vid ett par göteborgsfirmor. Han var handelsresande 1883–1904, huvudsakligen för Stockholms yllefabrik och Drags AB i Norrköping, innehade engrossfirma i Stockholm 1904–1909 och var därefter VD för AB Nils Carlsons vinhandel i Stockholm till 1917 då den privata vinhandeln i Sverige upphörde. Det var främst som en av initiativtagarna till och organisatör av Sveriges handelsresandeförenings stödverksamhet, som Krook blev känd. Han deltog 1884 i stiftandet av organisationen och var dess vice ordförande 1888–1899, ordförande 1899–1915 och VD och ordförande i överstyrelsen från 1915 och fram till sin död. Anslutningen var till en början liten, men Krook hade som mål att skapa fonder för pensioner och understöd till avlidna medlemmars anhöriga, och genom donationer och höjda årsavgifter lyckades han skapa betydande fonder och ett trygghetssystem som var ett av de bästa för sin tid. Krook grundade tidskriften Handelsresanden och var dess redaktör 1916–1930. Odd Fellow Orden infördes i Stockholm och Göteborg av Krook, som var livligt intresserad av ordensliv. Han var även en god amatörskådespelare, som kring sig samlade ett flertal amatörteatersällskap. Anders Krook är begravd på Norra begravningsplatsen utanför Stockholm.